# Chrysogaster virescens
Chrysogaster virescens es una especie de mosca europea de la familia Syrphidae (sírfidos).